# Préfecture de l'Oti
Pour les articles homonymes, voir Oti.
La préfecture de l'Oti est une préfecture du Togo, située dans la région des Savanes.
Son chef-lieu est Mango.

## Géographie
Elle est située au nord du Togo. Elle occupe toute la largeur du pays. Elle est limitrophe du Ghana à l'ouest et du Bénin, à l'est.
Elle est traversée en diagonale par le fleuve Oti, qui lui donne son nom.
Le paysage est formé de savanes basses.

## Démographie
Sa population recensée (2010) est de 190 543 habitants. La population est formée majoritairement par les ethnies Anoufo, Gangam, et Peul.

## Économie
Les zones rurales vivent de l'élevage extensif, et des cultures vivrières du maïs , du sorgho, du mil de l'igname, du manioc.